# Federico Villalva
Federico Villalba (1834-1884) fue un periodista, escritor y político español.

## Biografía
Habría nacido en 1834. Político, hombre de administración, literato y periodista, fue redactor en Madrid de El Diario Español, El Argos y El Debate, además de director de Fígaro (1868) y El Cronista. Fue director general de Beneficencia y Sanidad de forma breve en 1879. Fue autor de Cinco siglos en un día, cuento con semejanza de historia (Madrid, 1862).
Falleció a la edad de cincuenta años el 7 de abril de 1884.